# Hokus Pokus 2
Hokus Pokus 2 (engelska: Hocus Pocus 2) är en amerikansk fantasyfilm/komedifilm från 2022, samt en uppföljare till filmen Hocus Pocus från 1993. Filmen hade premiär på Disney+ den 30 september 2022. Filmen är regisserad av Anne Fletcher och har fått sitt manus skrivet av Jen D'Angelo. Filmens tre återkommande huvudroller spelas av Bette Midler, Sarah Jessica Parker och Kathy Najimy.

## Handling
Filmens handling centreras kring häxsystrarna Winifred, Mary och Sarah Sanderson, som efter att ha blivit besegrade av tonårskillen Max Dennison och hans vänner 29 år tidigare, har återvänt för att ännu en gång löpa amok och suga livet ur alla barn i staden Salem i Massachusetts. De personer som denna gång ska försöka stoppa dem är high school-tjejerna Becca och Izzy, som dessutom gör allt de kan för försöka hindra dem från komma åt deras kompis Cassie och hennes pappa Jefry. Målet är att stoppa häxorna, strax innan solen går upp på allhelgonaafton. Men frågan är bara om de verkligen kommer att stoppas till dess.

## Rollista (i urval)
- Bette Midler – Winifred "Winnie" Sanderson
- Sarah Jessica Parker – Sarah Sanderson
- Kathy Najimy – Mary Sanderson
- Sam Richardson – Gilbert
- Doug Jones – William "Billy" Butcherson
- Whitney Peak – Becca
- Belissa Escobedo – Izzy
- Tony Hale – Jefry Traske
- Hannah Waddingham – Moderhäxan